# Václav Bára
Václav Bára (ur. 15 czerwca 1908 w Pradze, zm. 6 marca 1990) – czechosłowacki piłkarz narodowości czeskiej występujący na pozycji napastnika, reprezentant Czechosłowacji.

## Kariera klubowa
Grę w piłkę nożną rozpoczął w ČAFC Vinohrady. W sezonie 1925 rozpoczął z tym klubem występy w nowo utworzonej Asociační Lidze, w której zaliczył 1 mecz. W latach 1925–1930 grał w niższych kategoriach rozgrywkowych. W sezonie 1930/31 został zawodnikiem Slavii Praga, z którą wywalczył mistrzostwo Czechosłowacji. W latach 1931–1932 występował w praskich zespołach AFK Bohemians oraz SK Viktoria Žižkov. Przed sezonem 1933/34 przeniósł się do francuskiego klubu SC Fives, dla którego zdobył na poziomie Première Division 19 bramek w 21 spotkaniach. W 1935 roku zakończył karierę.

## Kariera reprezentacyjna
14 czerwca 1931 zadebiutował w reprezentacji Czechosłowacji w wygranym 4:0 towarzyskim spotkaniu z Polską w Warszawie, w którym zdobył gola. W sierpniu tego samego roku wystąpił w spotkaniu przeciwko Jugosławii (1:2), zamykając swój dorobek reprezentacyjny na 2 meczach i 1 strzelonej bramce.

### Bramki w reprezentacji
| LP | Data            | Miejsce                            | Przeciwnik | Bramka | Rezultat | Ranga meczu     |
| -- | --------------- | ---------------------------------- | ---------- | ------ | -------- | --------------- |
| 1. | 14 czerwca 1931 | Stadion Wojska Polskiego, Warszawa | Polska     | 3:0    | 4:0      | Mecz towarzyski |

## Sukcesy
Slavia Praga
- mistrzostwo Czechosłowacji: 1930/31